# 2022 en littérature
| Années de la littérature : 2019 - 2020 - 2021 - 2022 - 2023 - 2024 - 2025    |
| Décennies de la littérature : 1990 - 2000 - 2010 - 2020 - 2030 - 2040 - 2050 |

Cet article présente les faits marquants de l'année 2022 en littérature.

## Commémorations
- 15 janvier: quadricentenaire de la naissance de Molière, dramaturge français.
- 2 février: centenaire de la parution du roman Ulysse de l'écrivain irlandais James Joyce.
- 8 février: bicentenaire de la naissance de Maxime Du Camp, écrivain français, ami proche de Gustave Flaubert.
- 3 avril: bicentenaire de la naissance d'Edward Everett Hale, écrivain américain.
- 26 mai: bicentenaire de la naissance d'Edmond de Goncourt, écrivain français.
- 8 juillet: bicentenaire de la mort de Percy Bysshe Shelley, poète britannique, mari de Mary Shelley.
- 17 août: bicentenaire de la parution de l'essai De l'amour de l'écrivain français Stendhal.
- 18 août: centenaire de la naissance d'Alain Robbe-Grillet, écrivain français.
- 19 août: quadricentenaire de la mort de Blaise Pascal, mathématicien, physicien, philosophe, moraliste et théologien français.
- 18 novembre: centenaire de la mort de Marcel Proust, écrivain français.

## Évènements
- 12 août : Tentative d'assassinat de Salman Rushdie, à laquelle il réchappe mais en y perdant un œil.
- La poète canadienne d'expression française Diane Régimbald devient membre du Parlement des écrivaines francophones, puis de l'Académie des lettres du Québec[1].

## Presse
- La revue littéraire canadienne francophone Lettres québécoises consacre un dossier spécial à l'œuvre de la poète québécoise Diane Régimbald dans son numéro 186[2].

## Parutions

### Essais
- Une longue route pour m'unir au chant français, par François Cheng, essai autobiographique, Albin Michel, octobre 2022  (ISBN 978-2-226-47730-9).
- Andréane Frenette-Vallières, Tu choisiras les montagnes, essai poétique, coll. Chemins de traverse, Éditions du Noroît, Montréal - Grand prix du livre de Montréal 2023.

#### Histoire
- Michel Goya, Le Temps des guépards : La Guerre mondiale de la France de 1961 à nos jours, Paris, Tallandier, 2022, 368 p. (ISBN 979-1021038875)
- sous la dir. de Jean Lopez, avec Frédéric Bey, V. Bernard, Benoist Bihan, P. Bouhet, H. Gökşin Özkoray, L. Henninger, A. Reverchon, Les dix meilleures armées de l'histoire - Des Assyriens à l’US Army, Éditions Perrin, Collection Tempus, juin 2022, 231 pages,  (ISBN 978-2-262-10021-6).
- sous la dir. de Thierry Lentz et Jean Lopez, avec A. Reverchon, S. Béraud, F. Bey, S. Calvet, P. Branda, F. Houdecek, M. Roucaud, P. Bouhet, Les mythes de la Grande Armée, Éditions Perrin, septembre 2022, 432 pages,  (ISBN 978-2-262-10074-2).

#### Psychologie
- Fabrizio Tribuzio-Bugatti, Le futur était déjà fini - Essai sur la lotocratie, Préface de Jérôme Maucourant, Éditions L'Esprit du temps, Paris, novembre 2022,  (ISBN 9782847955699).

### Livres d'artiste
- Martine Audet, Denise Desautels, Louise Dupré et Diane Régimbald, À la main, hommage à Louise Viger, Éditions du Noroît, Montréal.

### Poésie

#### Poésie francophone
- Louise Dupré, Exercices de joie, Éditions du Noroît, Montréal / Éditions Bruno Doucey, Paris, 144 p.  (ISBN 9782362294327)

#### Poésie en langue étrangère
- Jacek Dehnel (polonais): Bruma
- Isabel Sabogal (péruvienne): Todo está hecho a la medida de ti misma (Tout est fait à ta propre mesure).

### Publications
- Hallier en roue libre, par Jean-Pierre Thiollet, Neva Éditions, 360 pages, novembre 2022.  (ISBN 978-2-35055-305-4)

### Romans

#### Auteurs francophones
- Guerre, roman posthume de Louis-Ferdinand Céline.

#### Auteurs traduits
- Des cris à glacer le sang de Robert Lawrence Stine et Mystery Writers of America, trad. Anne Delcourt, éditions Bayard

## Décès
- 3 janvier : Igor Bogdanoff, essayiste français.
- 11 janvier : Boris Khazanov, écrivain et traducteur russe (° 16 janvier 1928).
- 13 janvier : Jean-Jacques Beineix, réalisateur, écrivain, dialoguiste, scénariste français (° 8 octobre 1946).
- 14 janvier : Alice von Hildebrand, philosophe belge.
- 23 janvier : 
  - Jacques Abeille, poète et auteur français de littérature fantastique.
  - Jean-Claude Mézières, auteur français de bandes dessinées.
- 26 janvier : Philippe Contamine, historien français.
- 27 janvier : René de Obaldia, écrivain, poète et dramaturge français.
- 29 janvier : Marie-Françoise Baslez, historienne française.
- 1er février : 
  - Shintarō Ishihara, homme politique et écrivain japonais.
  - Jean-Pierre Richard , journaliste,  réalisateur, écrivain et scénariste français.
- 5 février : Kenta Nishimura, écrivain japonais.
- 16 février : Michel Deguy, poète, traducteur et essayiste français.
- 2 mars : Frédérick Tristan, écrivain français.
- 9 mars : 
  - Yves Michalon, écrivain et éditeur français.
  - Liliane Korb, membre du duo écrivant sous le pseudonyme de Claude Izner, autrice française de romans policiers.
- 16 mars : Jeanne Champion, peintre et romancière française.
- 21 mars : Shinji Aoyama, réalisateur et écrivain japonais.
- 3 avril : Lygia Fagundes Telles, romancière brésilienne.
- 6 avril : David McKee, auteur et illustrateur de livre pour enfants.
- 29 avril : Robert Goolrick, écrivain américain.
- 2 mai : Vanessa Arraven, romancière française.
- 6 mai : Catherine Colliot-Thélène, philosophe française.
- 8 mai : Kim Ji-ha, poète et dramaturge sud-coréen.
- 14 mai : François Blais, écrivain québécois.
- 18 mai : Hugo Marsan, journaliste, critique littéraire, et écrivain français.
- 26 mai : Claude Michelet, écrivain français.
- juin : Barbara Paul autrice américaine de romans policiers.
- 3 juin : Dorothy Smith, sociologue canadienne.
- 14 juin : A. B. Yehoshua, écrivain israélien.
- 21 juin : Alphonse Allain, poète et conteur français de langue normande.
- 2 juillet : Susie Steiner, journaliste et autrice britannique de romans policiers.
- 4 juillet : Kazuki Takahashi, mangaka japonais.
- 6 juillet : Norah Vincent, journaliste, écrivain et essayiste américaine.
- 26 juillet : Anne-Marie Garat, romancière française.
- 28 juillet : Pietro Citati, écrivain, critique littéraire et historien de la littérature italien.
- août : Michael Pearce, auteur britannique de romans policiers.
- 2 août : Melissa Bank, romancière américaine.
- 5 août : Ana Luísa Amaral, poétesse et traductrice portugaise.
- 7 août : 
  - Biyi Bandele, écrivain et dramaturge nigérian.
  - David McCullough, écrivain, historien et biographe américain.
- 8 août : Zofia Posmysz, journaliste, écrivain et résistante polonaise.
- 9 août : Nicholas Evans, journaliste et écrivain britannique.
- 11 août : Sempé, dessinateur français.
- 4 septembre : Peter Straub, auteur américain de littérature fantastique/horreur.
- 5 septembre : Mariella Mehr, poétesse et écrivaine suisse Rom germanophone.
- 11 septembre : Javier Marías, écrivain, traducteur et éditeur espagnol.
- 12 septembre : Akio Miyazawa, écrivain et dramaturge japonais.
- 22 septembre : Hilary Mantel, romancière et critique littéraire britannique.
- 27 septembre : Kim Seong-dong, écrivain sud-coréen.
- 26 septembre : Michel Pinçon, sociologue français.
- 4 octobre : Peter Robinson, auteur britannique de romans policiers.
- 9 octobre : Bruno Latour, sociologue, anthropologue et philosophe des sciences français.
- 18 octobre : Jean Teulé, écrivain français.
- 21 octobre : Lori Saint-Martin, écrivaine, traductrice et critique littéraire québécoise (° 20 novembre 1959).
- 9 novembre : Anne Fakhouri, autrice française de fantasy.
- 13 novembre : Guy Vassal, dramaturge français.
- 19 novembre : Joëlle Guillais, ethnologue et romancière française.
- 23 novembre : Christian Bobin, écrivain et poète français.
- 30 novembre : Ray Faraday Nelson, dessinateur et auteur de science-fiction américain.
- 2 décembre : Dominique Lapierre, écrivain français.
- 12 décembre : Claude Mossé, historienne antiquisante français.
- 15 décembre : Anne-Marie Blanc , romancière française.
- 17 décembre : Nélida Piñón, romancière brésilienne (° 3 mai 1937).
- 18 décembre : Xi Xi, romancière et scénariste hongkongaise.
- 19 décembre : Henriette Bernier, romancière française.
- 25 décembre : Françoise Bourdin, romancière et scénariste française.